# دكاكيرية البطن

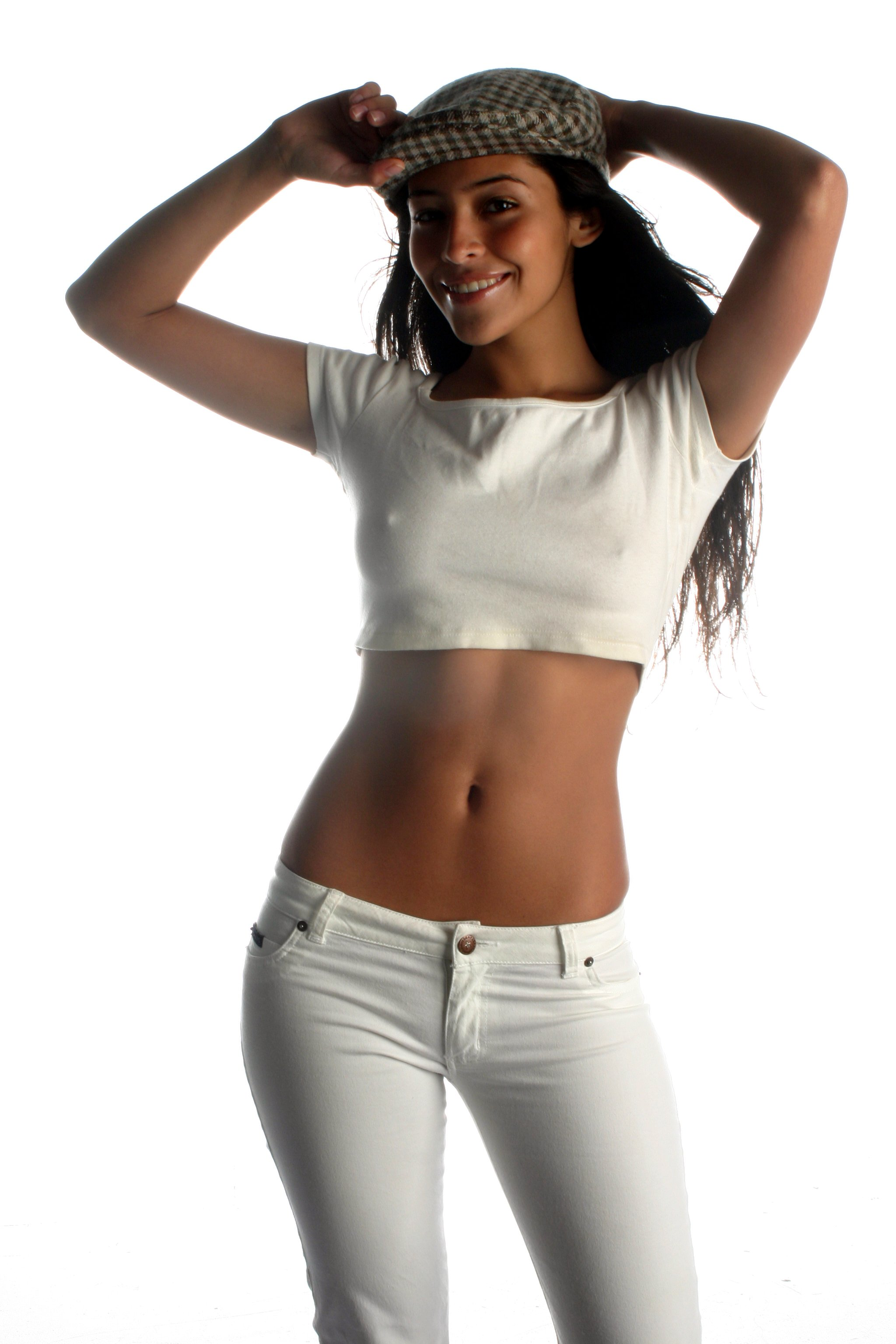
امرأة تكشف بطنها

دكاكيرية البطن (المعروف أيضًا باسم دكاكيرية المعدة) هو شبق اجتزائي ينجذب فيه الفرد جنسيًا إلى منطقة البطن.